# کباد
کباد یک روستا در ایران است که در دهستان درح شهرستان سربیشه واقع شده‌است. کباد ۳۷ نفر جمعیت دارد.